# Raspailia irregularis
Raspailia irregularis är en svampdjursart som först beskrevs av Lendenfeld 1888.  Raspailia irregularis ingår i släktet Raspailia och familjen Raspailiidae. Inga underarter finns listade i Catalogue of Life.